# 奥地利的玛格丽特 (萨伏依公爵夫人)
奧地利的瑪格麗特（德語：Margarete von Österreich；1480年1月10日—1530年12月1日），神聖羅馬皇帝馬克西米利安一世與勃艮第女公爵瑪麗的長女，查理五世的姑姑，1507年-1515年與1519年-1530年的哈布斯堡尼德蘭總督。

## 童年
瑪格麗特出生於1480年1月10日，以其繼祖母約克的瑪格麗特之名命名。她是神聖羅馬皇帝馬克西米利安一世與勃艮第女公爵瑪麗第二個孩子與唯一的女兒，當時兩人共治低地國。其母親於1482年去世而她年僅三歲的兄長美男子菲利普繼承了其母於低地國的領地，並以她的父親作為攝政。

## 婚姻

### 阿斯圖里亞斯親王妃

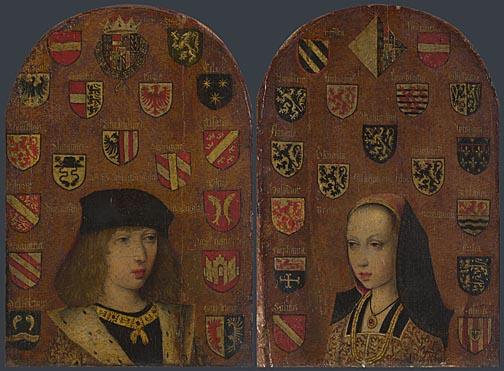
Pieter van Coninxloo, 美男子菲利普和奧地利的瑪格麗特, c. 1493–1495. Betrothal diptych, National Gallery, London.

為了與西班牙的女王伊莎貝拉一世與國王斐迪南二世聯盟，馬克西米利安一世安排將瑪格麗特嫁給西班牙雙王的獨子胡安，瑪格麗特在1496年離開尼德蘭前往西班牙，於次年的4月3日在布爾戈斯主教座堂與西班牙王子胡安成婚，雖然這是政治聯姻，然而夫妻兩人擁有良好的關係，胡安王子深深愛上風趣而有幽默感的瑪格麗特。然而，僅在成婚六個月後，胡安王子便因結核病去世，瑪格麗特此時已然懷孕，然而她在1498年4月2日只產下一個早產的死胎女兒。
由於失去丈夫与繼承人，瑪格麗特失去留在西班牙的政治目的，在父親馬克西米利安一世的堅持下，瑪格麗特於1499年六月返回低地國。在法蘭德斯，瑪格麗特於1500年五月參加了她剛出生的侄子根特的查理，即日後的神圣罗马皇帝查理五世的受洗，並成為他的教母。

### 萨伏依公爵夫人
瑪格麗特於1501年再嫁與萨伏依公爵菲利貝托二世，萨伏依公國由於其於義大利的戰略性位置，故在法國與哈布斯堡的競爭關係中扮演關鍵角色。菲利貝托二世樂於將時間放在狩獵與他的妻子身上，但卻對治理他的領地表現出很少的興趣。瑪格麗特也樂於協助其丈夫處理公國事務。然而在1504年，菲利貝托二世因胸膜炎去世，夫妻兩人沒有任何子女，由於過於悲傷，瑪格麗特從窗戶跳出，但被救回而保住了性命。
在之後兩年瑪格麗特仍然留在萨伏依，其父马克西米利安一世與其兄美男子菲利普計畫將她嫁給英格蘭國王亨利七世，然而瑪格麗特拒絕了這個安排，避免可能再一次遇到喪偶的悲傷與痛苦。

## 哈布斯堡尼德蘭總督

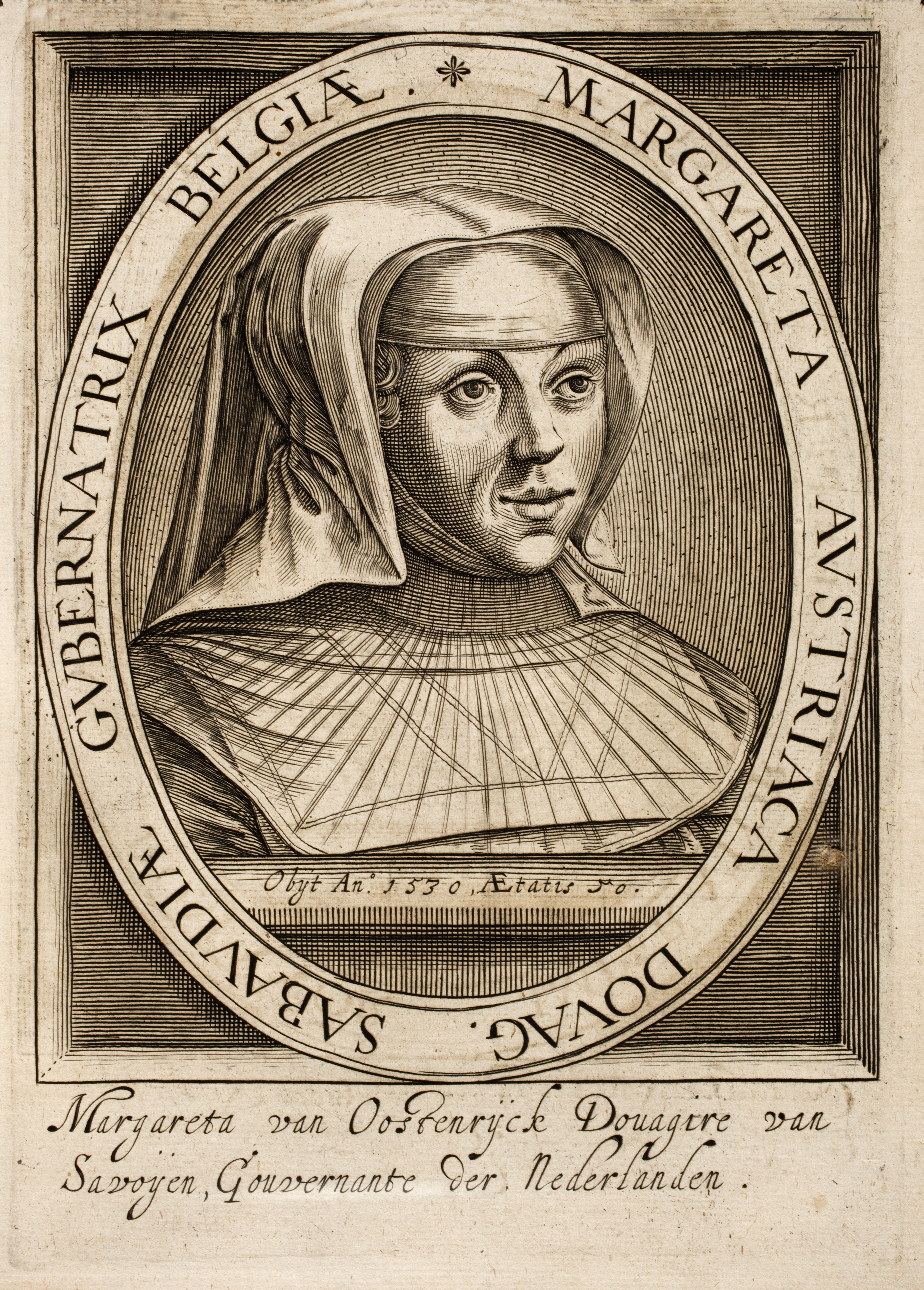
瑪格麗特的雕像

在卡斯蒂利亚女王伊莎貝拉一世於1504年去世後，瑪格麗特的兄長美男子菲利普帶著其妻胡安娜前往卡斯蒂利亚以宣稱卡斯蒂利亚的王位，他們最年長的兒子查理仍然留在低地，因為勃艮第人要求他們日後的領主必須在低地國長大。然而在菲利普死後，而由於查理五世的母親成為卡斯蒂利亚名義上的女王，必須留在西班牙且她有心理上的疾病，查理五世又過年幼，所以低地國的省份選舉查理五世的祖父馬克西米利安一世重新作為低地國的攝政，但馬克西米利安一世忙於德意志地區的政務無法返回低地國，所以他任命瑪格麗特作為低地國的總督與查理五世的監護人，同時瑪格麗特也成為她其他侄女艾蕾諾爾、伊莎貝拉和瑪麗亞的監護人。
雖然瑪格麗特的母親為尼德蘭過去的領主，然而瑪格麗特在低地卻被視為外國人，因為她在法國宮廷而非低地度過她的童年，她不會說荷蘭語也不會說德語，許多她的顧問為義大利人。她在尼德蘭作為其父親與侄女之間的橋樑。

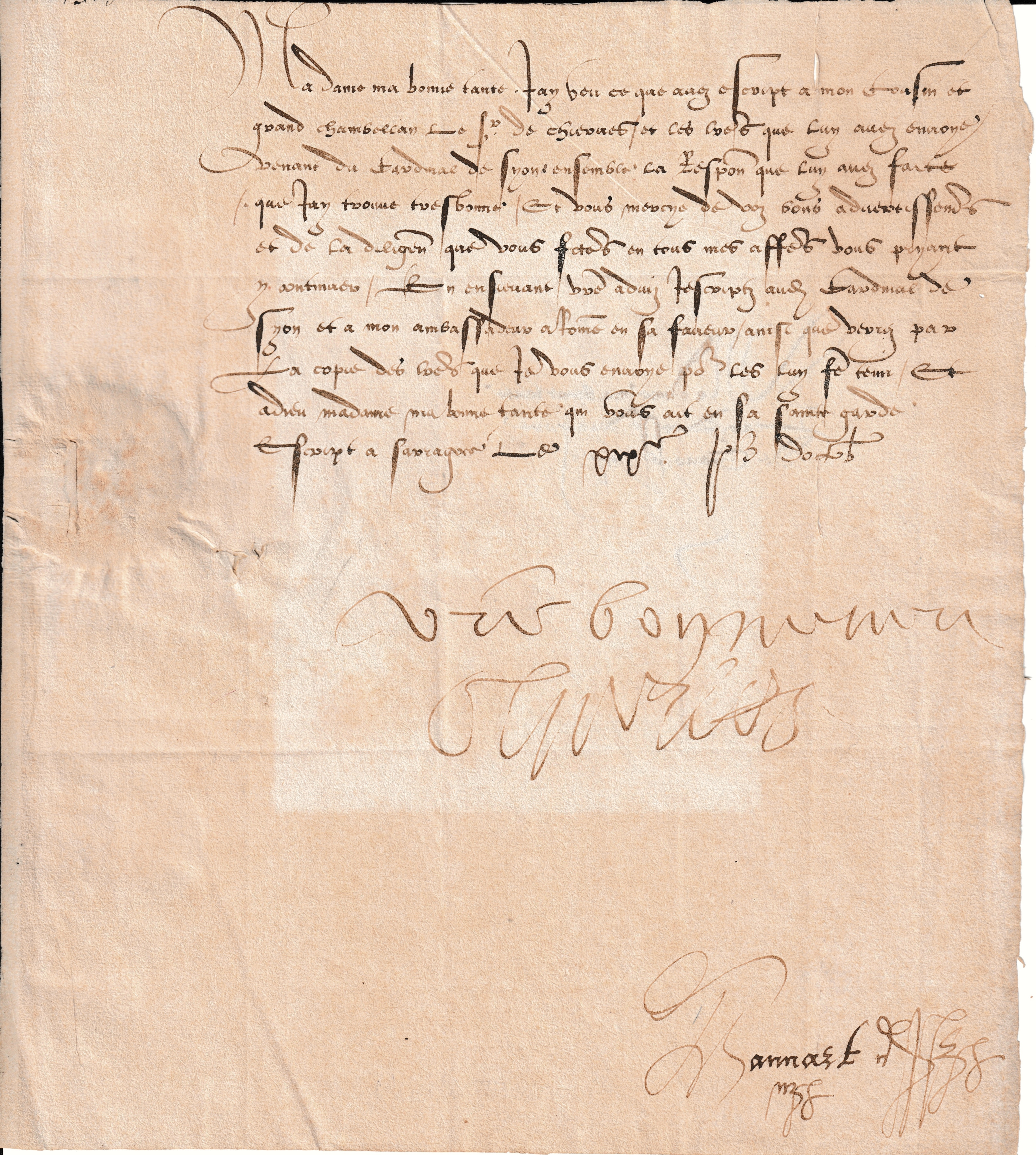
查理五世寫給其姑母瑪格麗特的信件，1519年10月19日，在瑪格麗特重新擔任尼德蘭總督之後。